# Jedidiah Amoako-Ackah
Jedidiah „Jeddie“ Amoako-Ackah (* 20. April 1991 in Asamankese) ist ein ghanaisch-britischer Bahnradsportler. Er ist der erste Bahnradsportler aus Ghana, der bei  Commonwealth Games an den Start ging.

## Sportlicher Werdegang
Ein in Glasgow lebender ghanaischer Geschäftsmann brachte Jeddie Amoako-Ackah im September 2013 auf die Idee, bei den Commonwealth Games 2014 für Ghana im Bahnradsport teilzunehmen. Diese fanden dort im Juli/August 2014 statt, wobei die Bahnradsport-Wettbewerbe im Sir Chris Hoy Velodrome ausgetragen wurden. Amoako-Ackah war damit der erste Ghanaer, der bei Commonwealth Games im Bahnradsport startet, eine Tatsache, die von britischen Medien als „historisch“ bezeichnet wurde.
Amoako-Ackah ließ sich für seine Vorbereitungen auf die Commonwealth Games von der Universität beurlauben; finanziell wird er von Geschäftsleuten aus Glasgow unterstützt. Der britische Bahnradsportler David Daniell erstellte ihm einen Trainingsplan, und der frühere schottische Trainer Ivor Reid fungiert als sein Manager. Ein Grafikdesigner aus Glasgow entwarf ihm kostenlos ein eigenes Trikotdesign mit grafischen Elementen aus Ghana. Nach drei Monaten Training entschied sich Jedidiah Amoako-Ackah, in Kurzzeitdisziplinen an den Start zu gehen, anstatt, wie zunächst geplant, in einer Ausdauerdisziplin. Er meldete für die Disziplinen Sprint, Keirin und 1000-Meter-Zeitfahren. Im Zeitfahren trat er nicht an, im Sprint belegte er Platz 26 (von 28), und im Keirin schied er in der ersten Runde aus.
Im Februar 2016 startete Jeddie Amoako-Ackah bei den Afrikanischen Radsportmeisterschaften 2016 in Casablanca, was ihm auch nur durch Crowdfunding möglich war. Er startete im Keirin und belegte den siebten und letzten Platz.

## Privates
Jedidiah Amoako-Ackah wurde in Ghana geboren. Er wuchs in Molepolole in Botswana auf, wo er auch mit dem Radfahren begann. Von dort aus zog seine Familie 2001 nach Glasgow. Amoako-Ackah studiert Sports Therapy an der Universität Chichester (Stand 2014) und ist auch als Judoka und Boxer aktiv.
Die sportlichen Ambitionen von Amoako-Ackah gehen über einen einmaligen Start bei den Commonwealth Games hinaus. So plante er, in Zusammenarbeit mit der Ghana Cycling Association bis zu den Olympischen Spielen 2016 in Rio de Janeiro ein ghanaisches Bahnrad-Team auf die Beine zu stellen. Von seinem Engagement erhofft er sich positive Auswirkungen auf das Vorhaben, eine Radrennbahn in Accra (The Accra Velodrome Project) erbauen zu lassen. Er selbst rief die Gift-A-Bike-Foundation ins Leben, die Kinder mit Fahrrädern ausstattet, damit sie zur Schule fahren können.